# Пружанский район
Пружа́нский райо́н (бел. Пружанскі раён) — административная единица на северо-западе Брестской области Республики Беларусь. Административный центр — город Пружаны.
Численность населения — 40 571 человек (на 1 января 2025 года).

## Административное устройство
На территории района 12 сельсоветов:
- Великосельский
- Зеленевичский
- Линовский
- Мокровский
- Новозасимовичский
- Пружанский
- Ружанский
- Сухопольский
- Хоревской
- Шеневской
- Шеревский
- Щерчовский

Упразднённые сельсоветы:
- Павловский

## География
Территория 2800 км² (4-е место среди районов Брестской области), в том числе на сельхозугодья приходится 1316 км². Основные реки — Ясельда, Мухавец, Зельвянка, Ружанка, Наревка. Озёра и водохранилища: Паперня, Пружанское, Рудницкое и другие. На территории Беловежской пущи находится болото Дикий Никор.
В Пружанском районе находится часть национального парка «Беловежская пуща», здесь же расположены заказники республиканского значения — «Михалинско-Берёзовский», «Ружанская пуща», «Бусловка», «Дикое», а также заказники местного значения — «Выдровка» и «Зельвянка».
На территории района находится хутор Вискули — место подписания «Беловежского соглашения» о ликвидации СССР и образовании СНГ.
Пружанский район граничит с Каменецким районом на юго-западе, Кобринским районом на юге, Берёзовским и Ивацевичским районами Брестской области на востоке, а также со Свислочский, Волковысским, Зельвенским и Слонимским районами Гродненской области на севере. На северо-западе район граничит с Польшей. Несколько населённых пунктов Сухопольского и Шерешёвского сельсоветов входят в пограничную зону, для которой Государственный пограничный комитет Республики Беларусь установил специальный режим посещения.

## История
Район образован 15 января 1940 года.
Первые исторические свидетельства о «волости Прушанской» относятся к 1433 году. Существует несколько легенд, связанных с происхождением названия. Одно из них утверждает, что Пружаны происходят от слова “просо”, которое было в далеком прошлом основной сельскохозяйственной культурой в этой местности. В соответствии с другими источниками поселение на месте нынешних Пружан в конце XIII – начале XIV веков занимали спасавшиеся от крестоносцев балтские племена пруссов. Отсюда и название Пруссы, Пруссаны, Пружаны.
В 1589 году местечку Пружаны были дарованы Магдебургские привилегии вместе со статутом города, печатью и гербом. Примечательным является то, что дарованный Пружанам герб очень близок по своему содержанию гербу Милана. На его серебряном поле изображен уж, из пасти которого появляется до половины младенец. Этим сходством пружанцы обязаны Анне Ягелонке, пожаловавшей герб в память о своей матери Боне, Королеве Речи Посполитой и дочери герцога Миланского Гиано Галеацо Сфорца.
Грамота короля Сигизмунда III – единственный документ, который разъясняет действительный смысл изображенных на гербе фигур. Из пасти змеи ребёнок именно появляется, что символизирует вновь пробуждающуюся вечно юную силу в сочетании с мудростью, способность мира к самоочищению и обновлению.
С 1552 года известны Ружаны, расположенные в 45-ти километрах от Пружан в окружении живописных холмов. Слава и расцвет старинного поселения связаны с известным в Великом княжестве Литовском магнатским родом Сапег, которые приобрели Ружаны в самом конце 16-го столетия. Один из представителей этого рода – Лев Сапега (1557 - 1633), создатель «Статута Великого княжества Литовского» – свода законов, которому не было аналогов в Европе. При новых хозяевах в 1606 году Ружаны именуются местечком, расположенном на «большом гостинце, ведущем из Слонима до Берестья и на Подлясье, которым великие послы и торговые люди обвыкли ездить». В 1617 году на средства Сапег построен Троицкий костел доминиканцев, который наряду с расположенным напротив Петропавловской церковью и зданием бывшего монастыря базилиан, и в наши дни является достопримечательностью поселка.
Восстание под предводительством Кастуся Калиновского против самодержавия нашло широкую поддержку у значительной части дворянства, жителей города и местечек, крестьян-однодворцев, католического духовенства Пружанщины. На счету повстанцев захват города Пружаны в ночь с 12 на 13 февраля 1863 года, нападение с целью наказания предателей и доносчиков на местечко Шерешево в августе 1863 года, бои у деревень Михалин, Гута, Лососин и других. О тех событиях напоминает сегодня восстановленный памятник 40 погибшим воинам отряда В. Врублевского на окраине Ружанской пущи.
1 августа 1914 года началась Первая мировая война. Пружанщина оказалась в прифронтовой зоне. Весной 1915 года повет был оккупирован войсками кайзеровской Германии. Солдаты кайзеровской армии вывозили в Германию все, что представляло для них ценность.
С 1919 года по 1921 год территория нынешнего Пружанского района неоднократно переходила из рук в руки: в середине 1919 года была захвачена войсками Красной Армии, с началом советско-польской войны — польскими войсками, в июле 1920 года — войсками Красной Армии, 19 сентября — Польской армией, и на основании условий Рижского мирного договора на 18 лет вошла в состав Польской республики.
На территориях, присоединённых к Белорусской ССР в результате вторжения СССР в Польшу в сентябре 1939 года, 15 января 1940 года указом Президиума Верховного Совета БССР в западных областях вместо уездов были созданы районы. Районными центрами стали не только Пружаны, но и Шерешево, входившее ранее в Пружанский уезд, и Ружаны, которые были составной частью Коссовского уезда. 17 декабря 1956 года к району присоединена вся территория (8 сельсоветов) упразднённого Шерешевского района. 14 апреля 1960 года из Пружанского в Берёзовский район передана территория Малечского и Подкрайчевского сельсоветов.
25 декабря 1962 года в состав образованного Пружанского района включена большая часть территории упразднённого Ружанского района (7 сельсоветов, включая Ружаны, за исключением Доброселецкого, Словатичского сельсоветов и населённых пунктов: Мелеховичи, Монтяки, Овечицы, Пичуки и Тереховичи Кулянского сельсовета).
С 1965 года начался новый этап развития сельскохозяйственного производства. Были повышены закупочные цены на продукцию колхозов и совхозов, введена гарантированная оплата труда сельских тружеников, началась мелиорация земель. Именно тогда появились на Пружанщине свои Герои Социалистического Труда – доярки М.Г.Макарчук и Е.А.Мелисевич, свинарка А.И.Притульчик, немного позже – председатель колхоза «Рассвет» (сейчас ОАО «Агро-Колядичи») Е.И.Кудинов, машинист экскаватора В.П.Шаповал.
20 октября 1995 года административные единицы Пружанский район и город Пружаны, имеющие общий административный центр, объединены в одну административную единицу — Пружанский район.

## Население
Численность населения — 40 571 человек (на 1 января 2025 года), в том числе городское — 22 872 человек (Пружаны — 18 824 человек, Ружаны — 2 642 человек, Шерешёво — 1 406 человек), сельское — 17 699 человек.
Население района составляет 46 864 человек (на 1 января 2018 года). В городских условиях проживает 23 349 человек (49,8%), в сельских — 23 515 (50,2%). 3 городских населённых пункта — город Пружаны (18 608 человек), посёлки Ружаны (3021 человек) и Шерешёво (1720 человек).
На 1 января 2018 года 17,5% населения района было в возрасте моложе трудоспособного, 51,4% — в трудоспособном, 31,1% — старше трудоспособного. Коэффициент рождаемости в 2017 году — 10,3 (родилось 484 ребёнка), смертности — 19,9 (умерло 937 человек). По уровню рождаемости район находится на последнем месте в Брестской области. В 2017 году в районе было заключено 300 браков (6,4 на 1000 человек) и 138 разводов (2,9).
| Численность населения (по годам) | Численность населения (по годам) | Численность населения (по годам) | Численность населения (по годам) | Численность населения (по годам) | Численность населения (по годам) | Численность населения (по годам) | Численность населения (по годам) | Численность населения (по годам) | Численность населения (по годам) | Численность населения (по годам) |
| 1996                             | 2001                             | 2002                             | 2003                             | 2004                             | 2005                             | 2006                             | 2007                             | 2008                             | 2009                             | 2010                             |
| -------------------------------- | -------------------------------- | -------------------------------- | -------------------------------- | -------------------------------- | -------------------------------- | -------------------------------- | -------------------------------- | -------------------------------- | -------------------------------- | -------------------------------- |
| 67 500                           | ▼63 481                          | ▼62 326                          | ▼61 199                          | ▼60 006                          | ▼58 684                          | ▼57 184                          | ▼55 977                          | ▼54 721                          | ▼53 616                          | ▼52 473                          |
| 2011                             | 2012                             | 2013                             | 2014                             | 2015                             | 2016                             | 2017                             | 2018                             | 2019                             | 2020                             | 2021                             |
| ▼51 452                          | ▼50 574                          | ▼50 001                          | ▼49 199                          | ▼48 259                          | ▼47 278                          | ▼46 465                          | ▼45 809                          | ▼45 140                          | ▼44 554                          | ▼43 871                          |
| 2022                             | 2023                             | 2024                             | 2025                             |                                  |                                  |                                  |                                  |                                  |                                  |                                  |
|                                  |                                  |                                  | ▼40 571                          |                                  |                                  |                                  |                                  |                                  |                                  |                                  |

| Национальный состав по переписи 2019 года                         | Национальный состав по переписи 2019 года | Национальный состав по переписи 2019 года | Национальный состав по переписи 2019 года | Национальный состав по переписи 2019 года | Национальный состав по переписи 2019 года | Национальный состав по переписи 2019 года | Национальный состав по переписи 2019 года | Национальный состав по переписи 2019 года | Национальный состав по переписи 2019 года | Национальный состав по переписи 2019 года |
| Всего (2019)                                                      | белорусы                                  | белорусы                                  | русские                                   | русские                                   | украинцы                                  | украинцы                                  | поляки                                    | поляки                                    | цыгане                                    | цыгане                                    |
| ----------------------------------------------------------------- | ----------------------------------------- | ----------------------------------------- | ----------------------------------------- | ----------------------------------------- | ----------------------------------------- | ----------------------------------------- | ----------------------------------------- | ----------------------------------------- | ----------------------------------------- | ----------------------------------------- |
| 44 758                                                            | 38 320                                    | 85,62%                                    | 3087                                      | 6,9%                                      | 1444                                      | 3,23%                                     | 744                                       | 1,66%                                     | 74                                        | 0,17%                                     |
| 44 758                                                            | немцы                                     | немцы                                     | татары                                    | татары                                    | молдаване                                 | молдаване                                 | литовцы                                   | литовцы                                   | армяне                                    | армяне                                    |
| 44 758                                                            | 47                                        | 0,11%                                     | 44                                        | 0,1%                                      | 32                                        | 0,07%                                     | 27                                        | 0,06%                                     | 23                                        | 0,05%                                     |
|                                                                   |                                           |                                           |                                           |                                           |                                           |                                           |                                           |                                           |                                           |                                           |
| Национальный состав по переписи 2009 года                         |                                           |                                           |                                           |                                           |                                           |                                           |                                           |                                           |                                           |                                           |
| Всего (2009)                                                      | белорусы                                  | белорусы                                  | русские                                   | русские                                   | украинцы                                  | украинцы                                  | поляки                                    | поляки                                    | цыгане                                    | цыгане                                    |
| 52 511                                                            | 45 940                                    | 87,49%                                    | 3378                                      | 6,43%                                     | 1786                                      | 3,4%                                      | 972                                       | 1,85%                                     | 91                                        | 0,17%                                     |
| 52 511                                                            | татары                                    | татары                                    | молдаване                                 | молдаване                                 | армяне                                    | армяне                                    | литовцы                                   | литовцы                                   | узбеки                                    | узбеки                                    |
| 52 511                                                            | 49                                        | 0,09%                                     | 39                                        | 0,07%                                     | 31                                        | 0,06%                                     | 28                                        | 0,05%                                     | 16                                        | 0,03%                                     |
|                                                                   |                                           |                                           |                                           |                                           |                                           |                                           |                                           |                                           |                                           |                                           |
| Национальный состав по переписи 1959 года (без Ружанского района) |                                           |                                           |                                           |                                           |                                           |                                           |                                           |                                           |                                           |                                           |
| Всего (1959)                                                      | белорусы                                  | белорусы                                  | русские                                   | русские                                   | поляки                                    | поляки                                    | украинцы                                  | украинцы                                  | евреи                                     | евреи                                     |
| 67 287                                                            | 59 775                                    | 88,84%                                    | 3759                                      | 5,59%                                     | 2686                                      | 4%                                        | 791                                       | 1,18%                                     | 149                                       | 0,22%                                     |

## Транспорт
Через район проходят железная дорога «Брест—Москва», а также автодороги:
- «Слоним—Высокое»
- «Пружаны—Берёза»
- «Свислочь—Порозово—Пружаны»
- «Ивацевичи—Волковыск»
- «Кобрин—Пружаны»

## Экономика
Выручка от реализации продукции, товаров, работ, услуг за 2017 год составила 617,5 млн рублей (около 308 млн долларов), в том числе 259,5 млн рублей пришлось на сельское, лесное и рыбное хозяйство, 271,4 млн на промышленность, 26,1 млн на строительство, 43,9 млн на торговлю и ремонт.

### Промышленность
В Пружанах расположены предприятия пищевой промышленности, комбинат строительных материалов и другие предприятия:
- ОАО «Пружанский завод радиодеталей» (ПЗР) — 300 работников. Производит электронную технику, комплектующие для электрических и коммутаторных ламп, штыревые соединители для тракторов, мебельную фурнитуру, скобяные изделия[22]
- ОАО «Пружанский молочный комбинат» (сыры твёрдые, масло, сыворотка)
- СООО «Данон Пружаны» (совместное предприятие с Danone; молочная продукция)
- ТПУП «Беловежские вина» (плодово-ягодные вина, переработка молочной сыворотки)
- ОАО «Пружанский льнозавод»
- ОАО «Пружанский консервный завод» (плодоовощные консервы)
- ООО «Загедан» (металлоконструкции)
- ООО «Униформа» (военный городок Щерчово; рабочая обувь и спецодежда)[23]

### Сельское хозяйство
В 2017 году сельскохозяйственные организации района собрали 132,3 тыс. т зерновых и зернобобовых культур при урожайности 40,7 ц/га, 3355 т льноволокна при урожайности 14,2 ц/га, 50,9 тыс. т сахарной свёклы при урожайности 676 ц/га. По валовому сборну зерновых район находится на втором месте в Брестской области после Барановичского района, по сбору льноволокна — на первом. Под зерновые культуры в 2017 году было засеяно 33 тыс. га пахотных площадей, под лён — 2,4 тыс. га, под сахарную свёклу — 1 тыс. га, под кормовые культуры — 39,3 тыс. га.
На 1 января 2018 года в сельскохозяйственных организациях района (без личных хозяйств населения) содержалось 92,1 тыс. голов крупного рогатого скота, в том числе 37 тыс. коров, а также 57 тыс. свиней и 247,4 тыс. голов птицы. В 2017 году сельскохозяйственные организации района реализовали 22,3 тыс. т мяса скота и птицы, произвели 218,1 тыс. т молока и 66,4 млн яиц. По производству молока район находится на первом месте в Республике Беларусь.
| Валовой сбор зерновых и зернобобовых, тыс. т:                                                   | Урожайность зерновых и зернобобовых, ц/га:                                                      | Производство молока, тыс. т:                                                                    |
| Графики недоступны из-за технических проблем. См. информацию на Фабрикаторе и на mediawiki.org. | Графики недоступны из-за технических проблем. См. информацию на Фабрикаторе и на mediawiki.org. | Графики недоступны из-за технических проблем. См. информацию на Фабрикаторе и на mediawiki.org. |

## Образование
В 2017 году в районе насчитывалось 37 учреждений дошкольного образования, которые обслуживали 1907 детей. В 29 учреждениях общего среднего образования в 2017/2018 учебном году обучался 4921 ребёнок, учебный процесс обеспечивали 686 учителей. Действует одно учреждение среднего специального образования — Пружанский государственный аграрно-технический колледж.

## Культура
Традиционная роспись стекла — элемент нематериального культурного наследия Беларуси, включенный в список историко-культурного наследия Республики 20 марта 2023 года.
В районе действует два музея — Ружанский дворцовый комплекс рода Сапег (13,8 тыс. посетителей в 2016 году) и музей-усадьба «Пружанский палацик» (8,2 тыс. посетителей).
В 2016 году в Пружанском районе действовало 29 публичных библиотек с фондом 357 тыс. экземпляров книг и журналов. Численность пользователей составила 23,5 тыс. человек, им было выдано 418 тыс. экземпляров книг и журналов.

#### Музеи
- Музей народного быта и стародавних технологий в хуторе Перерово Шерешевского сельсовета

## Достопримечательности
- Дворцовый комплекс князей Сапег (XVI—XVIII в.) в Ружаны
- Пружанский палацик в Пружанах
- Троицкий костёл доминиканцев (1617) в Ружанах
- Петропавловская церковь (1778) в Ружанах
- Монастырь базилианов (вторая половина XVII — начало XVIII в.)
- Синагога в деревне Лысково (XIX в.)
- Костёл и монастырь миссионеров в Лысково (1763—1785)
- Лысковский замок (XV—XVI в.)
- Резиденция «Вискули», место подписания «Беловежского соглашения»
- Троицкий костёл (1848) в г. п. Шерешево
- Свято-Николаевская церковь (1872) в г. п. Шерешево
- Звонница (1799) в г. п. Шерешево
- Дворцово-парковый комплекс Трембицких «Линово» в посёлке Интернациональный

## Галерея
- Пружанский палацик в Пружанах
- Дворцовый комплекс князей Сапег в Ружанах
- Троицкий костёл доминиканцев в Ружанах
- Монастырь миссионеров в Лысково
- Троицкий костёл в Шерешево
- Свято-Николаевская церковь в Шерешево
- Звонница в Шерешево